# Nagat El-Sagheera
Nagat El-Sagheera, Nagat El Saghira o Najat as-Saghira (àrab egipci: نجاة الصغيرة, Nagāt aṣ-Ṣaḡīra; àrab: نجاة الصغيرة, Najāt aṣ-Ṣaḡīra), nom artístic de Nagah Hosni Elbaba (el Caire, 11 d'agost de 1938), és una cantant i actriu egípcia. Es va retirar com a actriu el 1976 i com a cantant el 2002. Nagat va començar la seva carrera als cinc anys i va tenir una carrera artística de 59 anys.
Les obres de Nagat formen part de l'edat daurada de la música egípcia (anys 1940, 1950 i 1960) i encara inspiren a molts artistes àrabs.

## Família
Nagat El Sagheera va néixer al Caire, Egipte, l'11 d'agost de 1938. És filla del destacat cal·lígraf àrab Mohammad Hosni, un kurd que es va establir al Caire quan era adolescent, cap a l'any 1912. La seva mare era egípcia. Com que el seu pare es va casar dues vegades, Nagat va tenir vuit germans, tres germans consanguinis, fills de la segona esposa del seu pare, i sis germanastres, fills del segon matrimoni de la segona esposa del seu pare. Molts dels seus germans van ser artistes i, de fet, Nagat va créixer en una llar freqüentada per artistes i cal·lígrafs destacats.
La casa del seu pare, a Khan el-Khalili, era coneguda com «la casa dels artistes». Artistes destacats de tot el món àrab la visitaven regularment. El seu pare va cultivar el talent dels seus fills i els va animar a seguir carreres en les arts escèniques i visuals, i de fet molts dels germans de Nagat es van convertir en artistes per dret propi. Ezz Eddin Hosni (1927-2013) va ser un destacat compositor i va ensenyar música i cant a Nagat. Un altre germà, Sami Hosni, es va convertir en violoncel·lista, dissenyador de joies i cal·lígraf. Un tercer germà, Farooq Hosni, va ser pintor i la seva filla, Samira Hosni, també es va convertir en actriu. L'actriu egípcia Soad Hosni (1943-2001) era germana de pare de Nagat. Soad va morir a Londres en circumstàncies controvertides. Al seu funeral hi van assistir unes 10.000 persones. Soad Hosni va actuar en més de vuitanta pel·lícules, l'última de les quals es va estrenar el 1991, i va contraure matrimoni cinc cops, dels quals no en va tenir cap fill.

## Primers anys de carrera
Des dels cinc anys, Nagat cantava a les reunions familiars. I als vuits anys va participar en la seva primera pel·lícula, هدية, ‘Regal’', estrenada el 1947.
La cançó «إرجع اليا» (‘Torna a mi’), basada en un poema de Nizar Qabbani sobre la seva germana, que es va suïcidar abans de contraure un matrimoni concertat, la va fer molt coneguda.

## Matrimonis
Nagat es va casar dos cops. El seu primer matrimoni va ser de jove, l'any 1955, quan tenia 16 (o 17) anys, amb un egipci anomenat Kamal Mansi que era amic del seu germà. Es va divorciar al voltant de 1960 i es va tornar a casar el 1967. Nagat també es va divorciar del seu segon marit, el director de cinema egipci Houssam El-Din Mustafa (1926-2000), poc després. Els mitjans afirmen que va prendre la decisió de dedicar la seva vida a criar el seu únic fill, Waleed, fruit del seu primer matrimoni, i al seu treball.

## Desenvolupament vocal i estil
En els primers deu anys de carrera com a cantant, Nagat va imitar sobretot altres cantants. El reconegut periodista egipci Fekry Abaza (1896-1979) va exigir que l'Estat recolzés el talent de la jove. Segons la seva família, aquell període va «entrenar» la seva veu. Tanmateix, el 1949, l'icònic compositor egipci Mohamed Abdel wahab (1902-1991) va denunciar el pare de Nagat. Afirmava que aquest entrenament dificultava el procés natural del desenvolupament de la seva veu i que se l'havia de deixar sola, per desenvolupar-se lliurement.
Nagat va deixar d'imitar altres cantants quan va llançar la primera cançó composta per a ella, el 1955, a l'edat de 16 anys, «Per què em vas permetre estimar-te?». A partir d'aquell moment va treure altres cançons que es retransmetien per les emissores de ràdio. Aquestes primeres cançons tenien una durada de 7 a 8 minuts. Posteriorment, va començar a interpretar cançons «de llarga durada», d'uns 20-40 minuts, tan en les gravacions d'estudi com en les actuacions en directe, cançons en què s'explicava una història completa. Les cançons musicaven poemes d'autors com Nizar Qabbani, poeta d'estil clàssic que combina senzillesa i elegància en els seus versos que exploren temes com l'amor o el feminisme. Nagat ha cantat com a mínim quatre poemes de Nizar Qabbani, tots musicats per Abdul Wahab.
Aquestes cançons de llarga durada van tenir un gran èxit. La seva formació rigorosa, els llargs assajos als estudis de gravació i la seva incansable capacitat per actuar dalt de l'escenari són llegendàries. En total, Nagat El Sagheera pot haver enregistrat més de 200 cançons.
Va aprofitar aquest èxit els anys següents, ja que no era fàcil trobar nous poemes destacats i qui li'n compongués la musica. Per combatre aquesta «escassetat», va recórrer a la seva capacitat per improvisar. Per exemple, el 1976, als 37 anys, va interpretar diverses cançons a la seva darrera pel·lícula Llàgrimes seques. Una d'aquestes cançons era «Mata?», derivada d'un poema escrit per Nizar Qabbani amb música d'Abdul Wahab. La durada d'aquesta cançó a la pel·lícula era inferior a deu minuts. Nagat la va cantar diverses vegades a l'escenari; l'última vegada l'any 2002. Als anys 80, quan tenia 40 anys, durant una actuació va ampliar lliurament aquesta cançó des de menys de 10 minuts a la pel·lícula per estar-se aproximadament una hora a l'escenari cantant-la. Molts consideren aquesta actuació en concret, dalt de l'escenari, com una de les millors de la seva vida.

## Reconeixement i llegat
Les actuacions escèniques són el nucli del llegat de Nagat. Kamal Al Taweel (1922-2003), un compositor egipci, va declarar en una entrevista que Nagat era la millor intèrpret del món àrab. Aquesta valoració és compartida per molts seguidors seus, que la situen per davant d'Umm Kulthum (1898-1975), considerada per molts com la millor cantant àrab de la història.
Mohamed Abdel Wahab, el compositor egipci més destacat del segle xx, va declarar que les seves composicions estaven més segures amb Nagat i la va descriure com «la propietària del silenci sonor».
Nizar Qabbani (1923-1998), un dels poetes àrab contemporanis més venerats, va dir en una entrevista de televisió que quan publicava un llibre esperava atreure uns quinze mil lectors, però que després que Nagat cantés un dels seus poemes n'atreia milions al món de parla àrab. També va afirmar: «crec que és la millor de tots els que han cantat i declamat els meus poemes».
Les cançons de Nagat dels anys 1960 i 1970, tan les de les pel·lícules com les interpretades sobre l'escenari, són el nucli del seu llegat. La popularitat de les seves actuacions en directe no va disminuir fins a la seva jubilació el 2002.
L'any 2006 va ser guardonada amb el premi cultural Owais en reconeixement de la seva carrera artística capdavantera en el món de la cançó.

## Pel·lícules
Nagat va protagonitzar tretze pel·lícules. Es va retirar de l'actuació el 1976, amb només 37 anys. Potser la pel·lícula més destacada de totes sigui Les espelmes negres, d'Ezz El-Dine Zulficar. Gairebé totes les seves pel·lícules contenien cançons interpretades per ella, i una de les seves cançons més populars és una cançó en dialecte rural egipci anomenada «Ama Barawa».
Les millors pel·lícules són aquelles on hi té el paper protagonista.
- هدية, ‘Regal’ (1947)
- محسوب العائلة, ‘La calculadora de la família’ (1950)
- بنت البلد, ‘La noia de poble’(1954)
- غريبة, ‘Estranya’ (1958)
- الشموع السوداء, ‘Les espelmes negres’ (1962)
- شاطئ المرح, ‘La platja de la diversió’ (1966)
- سبعة أيام في الجنة, ‘Set dies al Cel’ (1969)
- ابنتي العزيزة, ‘La meva estimada filla’ (1971)
- جفت الدموع, ‘Les llàgrimes es van assecar’ (1976)

## Música
Molts dels principals compositors de música àrab del segle xx van compondre per a Nagat El Sahgeera, com ara:
- Mohamed Abdel Wahab (1902-1991): li va compondre els seus millors èxits com ara «لا تكذبي», ‘No em menteixis’, «ساعة ما بشوفك جنبى», ‘L'hora en què et sento al meu costat’, o «متى ستعرف كم أهواك», ‘Quan sabràs quant t'estimo?’.
- Kamal El Taweel (1922-2003): «عيش معايا», ‘Viu amb mi’.
- Baleegh Hamdi (1932-1993): «أنا في انتظارك», ‘T'estic esperant ’per tu".[20]
- Sayed Mekawy (1927-1997): «تفرق كتير», ‘Som molts diferents’.
- Mohammad El Mougi (1923-1995): «عيون القلب», ‘Els ulls del cor’.
- Mahmood El Sherif (1912-1990): que l'any 1955 va compondre per a ella la brillant cançó «عطشان يا اسمراني» ‘Té set, el meu marró’, una cançó d'amor al riu Nil, escrita per Morsi Jameel Aziz.
- Ezz Eddin Hosni (1927-2013), germà de Nagat: «علي جناحك», ‘Amb mi a la teva ala’, amb lletra de Mohammad Al Bahteeti.[21]

També van compondre per a ella Riad Al Sunbati (1906-1981), Hilmy Bakr (nascut el 1937) i Zakariyya Ahmad (1896-1961).
Una cançó seva apareix a la banda sonora de Moon Knight (2022).

## Lletres
Nagat va cantar poemes de molts poetes àrabs. La llista seria encara més llarga que la dels compositors que van compondre per a ella.
La primera cançó de llarga durada de Nagat, estrenada als anys 1960, va ser «أيظن», ‘Creus?’, escrita per Nizar Qabbani i amb música d'Abdul Wahab. La cançó es va convertir de seguida en un gran èxit.
De Maamoun Shennawi (1914-1994) en va cantar «حبك حياتي», ‘El teu amor és la meva vida’; del germà d'aquest, Kamal Shennawi (1908-1965), «لا تكذبي», ‘No em menteixis’; i d'Abdel Rahman el-Abnudi, que va descriure la seva veu suau i càlida «com un diamant», «عيون القلب», ‘Els ulls del cor’.
Com Nagat va afirmar en una entrevista dels anys 1960, sempre va buscar la qualitat en les paraules. Era extremadament cautelosa i meticulosa en l'elecció de les seves lletres. En aquest sentit, se sap que va canviar diverses paraules i va eliminar algun vers del poema «متى ستعرف كم أهواك», ‘Quan sabràs quant t'estimo?’ de Nizar Qabbani, abans de trobar-lo a punt per ser interpretat.

## Reconeixements
Nagat ha estat homenatjada i premiada moltes vegades.
- A la dècada dels 1960, el president egipci Gamal Abdul Nasser (1918-1970) li va atorgar una medalla d'alt rang.
- Els dos presidents tunisians Habib Bourguiba (1903-2000) i Zine El Abidine Ben Ali (1936-2019) li van donar sengles premis.
- El 1985, el rei Hussain de Jordània (1935-1999) li va concedir la Medalla de Primer Grau de la Independència.
- L'any 2006, quatre anys després de la seva jubilació, va guanyar el premi a «Els que donen felicitat a la gent» a Dubai. Va rebre una medalla d'or i 100.000 dòlars.